# Халид I бин Султан аль-Касими
Шейх Халид бин Султан аль-Касими (? — 14 апреля 1868) — правитель эмиратов Шарджа (1866—1868) и Рас-эль-Хайма (1866—1867). Его недолгое правление было наиболее примечательно тем, как он вступил на престол, что повлекло за собой убийство его племянника, а также его смерть от рук эмира Абу-Даби Зайеда бин Халифы аль-Нахайяна во время поединка.

## Борьба за власть
Один из сыновей Султана I бин Сакра (1781—1866), эмира Шарджи (1803—1866). После смерти Абдуллы ибн Султана аль-Касими во время боев за Хамрию в 1855 году управление Шарджой (под руководством главы племени и Федерации Аль-Касими Султана бин Сакра Аль-Касими) перешло к вали Мухаммеду бин Сакру аль-Касими, внуку Султана бин Сакра.
Халид бин Султан продолжал интриговать против Мухаммеда бин Сакра, который был его племянником. В это время Султан бин Сакр был уже в глубокой старости, потерял слух и память и почти не принимал участия в судебных разбирательствах. К 1859 году Халид получил сильную поддержку от семей города, и район был фактически разделен между двумя группами, одна из которых поддерживала Мухаммеда, а другая поддерживала Халида.
Халид и Мухаммед вместе отправились в пустыню в конце 1860 года, и Халид застрелил Мухаммеда, сбросив его тело в колодец. Добиваясь британского признания своего вступления на престол, он получил отказ от резидента, отказавшегося разговаривать с человеком, столь недавно и страшно оскверненным.

## Правитель Шарджи и Рас-эль-Хаймы
Султан бин Сакр аль-Касими скончался в 1866 году в возрасте 85 лет, и Халид провозгласил себя независимым шейхом Шарджи, а его брат Ибрагим бин Султан аль-Касими провозгласил себя шейхом Рас-эль-Хаймы. Однако в мае 1867 года Халид возглавил успешное наступление на Рас-эль-Хайму, изгнал Ибрагима и провозгласил себя правителем. Затем город Рас-эль-Хайма и его зависимые территории были вновь включены в состав Шарджи.
Ряд столкновений произошел между силами, лояльными Шардже при Халиде, и силами Абу-Даби при Зайеде бин Халифе аль-Нахайяне. В апреле 1868 года, во время одного из таких вооруженных конфликтов с эмиратом Абу-Даби, шейх Зайед выступил вперед своих войск и вызвал Халида бин Султана на единоборство. Зайед смертельно ранил Халида, и тот умер в том же месяце. Ему наследовал его брат Селим бин Султан аль-Касими (1868—1883).